# Marquezado
Marquezado är en ort i Mexiko.   Den ligger i kommunen Ahuacatlán och delstaten Nayarit, i den centrala delen av landet, 600 km väster om huvudstaden Mexico City. Marquezado ligger 886 meter över havet och antalet invånare är 747.
Terrängen runt Marquezado är varierad. Runt Marquezado är det ganska glesbefolkat, med 26 invånare per kvadratkilometer. Närmaste större samhälle är Ahuacatlán, 9,5 km öster om Marquezado. I omgivningarna runt Marquezado växer huvudsakligen savannskog.